# Tapachula
Tapachula é uma cidade mexicana do Estado de Chiapas. Sua população é de aproximadamente 200 mil habitantes. Sua principal fonte de renda é o turismo. O nome Tapachula, vem da língua náhuatl que significa: “Tapacholla” ou entre as águas, depois de certo período, esta foi modifcada para se aproximar a língua espanhola e ficou Tapachula.

## História
Tapachula foi fundada como povoado tributário dos aztecas em 1486 pelo capitão 
Tiltototl, enviado para essas terras pelo no rei mexicano Ahuizotl. Em 23 de maio de 1794, se torna cercaína de Soconusco, com o nome de  Escuintla; em 29 de outubro de 1813, as cortes de Cádiz expedem um decreto que a eleva categoria de vila; em 23 de outubro de 1821, Bartolomé de Aparicio prefeito municipal Tapachulteco, proclama a independência da vila de Tapachula, tanto do Vice-Reino da Nova Espanha como da Capitania-geral da Guatemala, e promove sua incorporação ao império mexicano;
Em 11 de setembre de 1842, o general Antonio López de Santa Anna, presidente interino da República Mexicana, promulga o decreto que a eleva ao estáto de cidade. Em 10 de janeiro de 1924, o general Tiburcio Fernández Ruiz, governador constitucional do estado, promulga o decreto que declara a cidade de Tapachula como capital provisória de Chiapas, depois a capital se torna Tuxtla Gutiérrez.